# 吉兆话
吉兆话是一种未被分类的壮侗语系语言，分布在广东省吴川市覃巴镇吉兆村。可能和临高语有亲缘关系。在吴川市，吉兆话被当地人称为海话，这是雷州市、湛江市徐闻县和茂名市指称雷州话的称呼。使用者在人口普查中被划入汉族。

## 人口结构
吉兆话高度濒危，只有60岁以上的使用者(邵兰珠2016:70)。在吉兆行政村，分布在吉兆、梅楼和洪村3个自然村(邵蘭珠 2016:9)。所有吉兆话使用者都被划为汉族。
截至2017年，吉兆话使用者已不到100人，其中大部分都超过70岁。

## 系属分类
邵兰珠、蒙元耀(2016)观察到一些与海南省北部临高语的相似性，认为其属于壮侗语系下分类暂不明的一支。吉兆话有很多粤语和闽南语借词。
许家平(1998)、:338-344分析了张振兴(1992)的数据，注意到临高语和吉兆话共享很多相似词汇和音系对应，吉兆话可能是临高语的兄弟语言在中国大陆的残存后裔。
通过应用100个词的斯瓦迪士核心词列表，邵兰珠(2016)发现了吉兆话和下列语言的一些词汇对应。
- 临高语：6个词
- 壮语：6个词

- 粤语：7个词
- 闽语：1个词
- 无对应：30个词

## 音系
吉兆话有6个声调(邵兰珠2016:15)。
1. [˨˩] 21
2. [˧˩] 31
3. [˧˨] 32
4. [˧] 33
5. [˥] 55
6. [˦˥] 45

吉兆话如黎语一样，有内爆音/ɓ/和/ɗ/(Li & Wu 2017)。